# Mihail Kuznețov (canoist)
Mihail Kuznețov (n. 14 mai 1985, Nijni Tagil, RSFS Rusă, URSS) este un canoist ce a reprezentat Rusia, medaliat olimpic. A participat la 3 ediții ale Jocurilor Olimpice (2008, 2012, 2016) în care a câștigat o medalie de bronz.